# Huracà Felix
Huracà Felix va ser un destructiu huracà de Categoria 5 en l'escala d'huracans de Saffir-Simpson, que colpejar l'Amèrica Central el 2007. Va ser la sisena tempesta anomenada, el segon huracà, i el segon huacà de Categoria 5 de la temporada d'huracans de l'Atlàntic de 2007. Felix es va formar d'una ona tropical el 31 d'agost, sobrepassant a través del sud de les illes de Sobrevent l'1 de setembre abans d'enfortir-se i assolir l'estatus d'huracà. L'endemà s'intensificà ràpidament en un gran huracà, i ja al 3 de setembre aconseguí la Category 5; a les 21:00 UTC l'huracà s'havia debilitat en un huracà de Categoria 4, però recuperà l'estatus d'huracà de Categoria 5 per segons cop durant el matí del 4 de setembre.